# スポーツフォーカル
『スポーツフォーカル』(SPORTS FOCAL) は、2003年4月7日から2020年3月27日まで琉球放送運営のRBCiラジオで放送されていたラジオ番組である。
本項では、2014年4月6日（5日深夜）から2016年3月27日（26日深夜）まで同局で放送されていた関連番組『スポーツフォーカルANNEX』（スポーツフォーカルアネックス）についても触れる。

## 出演者

### 番組終了時のパーソナリティ
- 漢那邦洋（ラジオパーソナリティ、月曜 - 金曜担当、2005年4月 - ）
- 稲森彩（RBCアナウンサー、火曜担当、2019年4月 - ）
- 田場千珠（モデル・タレント、水曜担当、2019年4月 - ）
- 仲村美涼（RBCアナウンサー、金曜担当、2019年1月 - ）

### コーナー出演者
- ぎぼっくす（お笑いコンビ・ノルウェースウェーデン、月曜「蹴球月曜日」担当）
- 大城泉（リポーター・パーソナリティ、火曜「アイランドスポーツ」10代目リポーター担当）
- 片野達朗（RBCアナウンサー、木曜「カタスポ」担当）
- 長濱広樹（ラジオパーソナリティ・リポーター、木曜「集まれ！空手キッズ」リポーター担当）

### 過去のパーソナリティ
- 高橋勝也（2003年4月 - 2005年3月）
- 伊波大志、松田淳奈（2010年4月 - 2011年10月、木曜担当）
- 田久保諭（2010年4月 - 2011年10月、金曜担当）
- 奥浜祥子（2014年4月 - 2014年9月、金曜担当）
- 平良優衣（2018年4月 - 2018年12月、金曜担当）

## コーナー
2020年3月終了時点。

### レギュラーコーナー
括弧内はコーナーが行われるおおよその時間帯で、変更もしくは休止される場合があった。
- スポーツニュースヘッドライン（14:05頃、15:00頃）
- デイリークイズ（14時台のスポーツニュースヘッドライン終了後すぐ）
  - 前日または当日朝までのスポーツニュースに関する簡単な問題が出される。基本的に二択。
- 天気予報・ニュース（14:20頃）
  - 後継番組『具志堅ストアー』でも引き続き14:30頃から行われている。
- 3時（もしくは漢那・彩・千珠・みすっち）のリクエスト（15:05頃）
- RBCプロ野球情報（15:20頃）
  - 内容は、漢那と番組ディレクターによるプロ野球に関してのトーク。以前は、ナイターインシーズン時に限り「RBCエキサイトナイター情報」というコーナータイトルで行われていたが、『JRNナイター』の全国ネット廃止に伴い、通年で現在の[いつ?]コーナータイトルとなった。
- スポーツ川柳（エンディング前の15:35頃）
  - 毎週テーマに沿った作品を募集。五・七・五を無視するなど推敲を一切行っていない作品のほうが多く、十・七・十三の作品も発表された。2010年3月からは五・七・五厳守となっていた。
- 14:50 - 15:00にはTBSラジオの『ドライバーズ・リクエスト』を内包番組として放送していた。

### 日替わりコーナー（特集）
特記のない限り、放送時間帯として☆=14:10頃、★=14:40頃、無印=14:30頃と15:10頃にそれぞれ設けていた。
- 月・火曜
  - こんな○○はイヤダ！
- 月曜
  - ☆ こちらタイムス運動部（沖縄タイムスの運動部記者が週替わりで出演）
  - ★ 蹴球月曜日（FC琉球を始めとするJリーグおよびサッカー日本代表情報）
- 火曜
  - ☆ 教えて！彩せんせい
  - ★ アイランドスポーツ（沖縄県内で活動しているスポーツサークルなどをラジオカーレポーターが訪問）
- 水曜
  - あいうえ応援作文（平仮名の行5文字を頭文字に指定し、ある対象を応援する作文をリスナーから募集する）
  - ☆ 千珠のズバッと解決！
  - ★ スポーツなぞなぞ（なぞなぞを3題出題し、最速でメールを送ってきたリスナーにグッズをプレゼント）　
  - 不定期で☆ スポーツBar カンナ
- 木曜
  - クニッポンGP
  - ☆ カタスポ（毎週ある一つの競技・選手をピックアップ）
  - ★ 格闘木曜日！（オッサン二人の真剣なプロレスごっこ[注釈 1]）
  - 15:30頃 集まれ！空手キッズ（県内の空手道場に出向き、そこに通う子どもたちの活躍ぶりをリポートする。後継番組『具志堅ストアー』でも引き続き木曜のコーナーとして15:20頃から行われている）
- 金曜
  - みすっちテーマ（仲村が考えたテーマに沿って紹介するフリー投稿）
  - ジブンクイズ！知らんがな！知人クイズ！知らんがな！（投稿リスナーにしか分からない、投稿リスナー自身や知人についてのクイズを紹介）
  - ☆ みすっちのザ・スポーツカルチャータイム
  - ★ クイズブロックオンブロック（リスナーが電話でクイズに回答。）

### 期間限定コーナー
- 夏の高校野球県予選開催時の期間限定、15:00頃に放送。この場合、15時台のスポーツニュースヘッドラインと3時のリクエストは休止した。
  - 嗚呼、わが校歌：予選敗退校の校歌を流す（ただし全ての高校ではない）。
    - 本番組の終了を受け、2020年からは『アップ!!』内でオンエアされている。2020年度は7:30頃、2021年度以降は9:00に放送されている。
- NAHAマラソン当日までの期間限定。毎年10月から金曜の14:10頃にオンエア。この期間、金曜14時台前半の日替わりコーナーは休止した。なお、2019年度には水曜レギュラーの田場がランナーとして出場したため、水曜の14:10頃にオンエアされた。
  - NAHAマラソン完走への道
- プロ野球春季キャンプの期間限定、毎年2月の15:00頃から不定期で放送。この時、15時台のスポーツニュースヘッドラインと3時のリクエストは休止した。
  - プロ野球沖縄キャンプ地リポート
- 大相撲本場所の開催期間中、地元沖縄出身および沖縄にゆかりのある力士（いわゆる郷土力士）が十両および幕下上位に在位している場合に限り速報で結果だけを伝えるミニコーナーもあった。
  - 今日の（郷土力士の四股名）！ - これまでに[いつまでに?]十両力士美ノ海、木﨑海（うるま市出身の兄弟力士）、幕下力士千代ノ皇（鹿児島県の与論島出身だが、高校時代には沖縄県立中部農林高等学校に在籍していた。前頭・十両経験あり）などの結果を紹介した。
- プロ野球デーゲームの開催時には、該当試合の途中経過や結果の速報も随時行っていた。その際には、速報ジングルに『JRNナイター』で流れるアタック音を使用していた。

### 過去に放送したコーナー
- いつまでも青春 頑張れ！ウチナーシニアプレーヤー
- 速球王を探せ
- 田久保諭のただ今部活中（後に単独番組化）
- すいすい水曜日（漢那が様々なスポーツに挑戦するコーナー）
- メタボ川柳：スポーツジムがスポンサーに加わってから登場。
- 週末の主役達（前週末に活躍した県出身選手へのインタビューが主）
- バルサ仲本の世界サッカー紀行（従来のtoto予想もこちらで[要説明]）
- Weekend news file（前週末のスポーツの結果をフラッシュで[要説明]）
- KINGSナビ！（琉球ゴールデンキングス情報）
- ラジオでRYUスポ（琉球放送運営のRBCテレビで放送されていた『RYUスポ』のラジオ版。プロデューサーの土方浄が主に出演）
- 格闘技ステーション（古今東西のプロレスラーの入場テーマ曲をオンエア。その選手についての薀蓄（うんちく）もあり）
- しょこたんのショコショコやりまーす！（金曜のみ）
- 連続ラジオ小説「クニに届け！」（金曜のみ） 
  - 漢那と奥浜が演じるラジオドラマ。なお、のちにこの2人は実際に結婚することになる[要説明]。
- 拝啓 15年後のキミへ
- ネスカフェアンバサダープレゼンツ 午後のほっと一息
- ホームランリミックス（ナイターシーズン限定。漢那によるユニークな選手紹介の後、ラジオのホームラン実況を流す。2007年シーズンには金曜に、2008年 - 2014年には火曜に行われていた）
- 平良優衣の天上天下唯我独尊（平良の挑戦コーナー[要説明]）
- 90を切る！ゴルフを知る！漢那とみすずとゆいのゴルフってナンだ？（ゴルフ挑戦コーナー。漢那以外のコーナー参加メンバーは何度か入れ替わっている。末期には平良と仲村美涼が担当）
- 漢那シラベ

## 沿革
- 放送開始
  - 当時は16:00 - 17:00に放送の1時間番組であった。
- 2005年4月
  - パーソナリティが漢那邦洋に変更。
  - この番組改編で『小沢昭一の小沢昭一的こころ』の放送時間が変更されたことにより、放送枠が10分縮小。
- 2007年4月
  - 番組改編に伴い、1時間番組に変更。『小沢昭一の小沢昭一的こころ』は14時台へ移動した。
- 2010年4月
  - 番組改編に伴い、木曜・金曜の担当が変わる。（それまでは漢那が一週間通しで担当）
- 2011年10月
  - 番組改編に伴い、木曜・金曜の担当が変わり、再び漢那が一週間通しで担当する。
- 2012年10月
  - 番組改編に伴い、番組終了時刻が17:30となる。
- 2014年4月
  - 番組改編に伴い、番組開始時刻が14:00、終了時刻が15:50の1時間50分となる。
- 2017年10月
  - 番組改編に伴い、番組終了時刻が5分短縮して15:45となる。
- 2020年3月27日
  - 4月の番組改編に伴い、17年続いた番組が終了。代わって『具志堅ストアー』がスタートした。仲村と田場は『アップ!!』へ異動、稲森は『Orion Presents Value Of Nature』へ異動となった。

## スポーツフォーカルANNEX
毎週日曜 0:00 - 1:00（土曜 24:00 - 25:00）に放送されていた1時間の収録番組。こちらは漢那のトークを主とするトークバラエティ番組で、スポーツの話題だけでなく流行・音楽・芸能など、あらゆるテーマでトークを繰り広げていた。